# Гурьев, Олег Иванович
Олег Иванович Гурьев (1912, Санкт-Петербург — 1986, Ленинград) — советский архитектор, градостроитель, яркий представитель сталинского неоклассицизма, педагог и теоретик архитектурной композиции. Родился в Петербурге в семье художника И. Гурьева.

## Биография
После окончания ЛИСИ (1935), начал работать в мастерской Г. А. Симонова в Ленпроекте. В 1936—1939 годах участвовал в формировании жилого квартала на Малой Охте. В 1941 году защитил кандидатскую диссертацию, в которой сделал подробный анализ методов проектирования и системы пропорционирования А. Палладио. Во время блокады Ленинграда занимался технической маскировкой промышленных объектов города, строительством оборонных рубежей Красного Села, восстановлением разрушенных зданий.
В 1943—1960 годах руководил архитектурной мастерской треста «Ленпроект». Начиная с 1944 года совместно с главным архитектором города Н. В. Барановым и архитектором Н. Г. Агеевой разрабатывает проект Центрального городского парка, который должен был объединить зеленым массивом Александровский сад с зоопарком, Троицкую площадь, Заячий остров с Петропавловской крепостью, пустующие территории Тучкова буяна и Петровского острова.
В 1948—1956 годах — один из авторов реконструкции Революции (Троицкой) пл., жилого дома № 5 и дома № 3 (здание института Ленпроект).
В 1940—50-х годах — вместе с В. М. Фромзелем один из авторов проекта застройки Кировского (Каменноостровского) проспекта (дома 2, 15, 25, 27, 34, 47), планировки и застройки районов Приморского проспекта (1946—1951) и Ланского шоссе (1958—1962), проекта стадиона им. В. И. Ленина (ныне «Петровский») (1955—1961, совместно с Н. В. Барановым и В. М. Фромзелем).
В 1960 году Гурьев начал преподавать на архитектурном факультете ЛИСИ, а через 4 года — в ЛВХПУ им. В. И. Мухиной, где долгое время преподавал на факультете «Интерьер и оборудование», был деканом факультета, а затем заведовал кафедрой промышленного дизайна.
Долгие годы О. И. Гурьев изучал архитектуру итальянского Возрождения и творчество одного из самых ярких его представителей Андреа Палладио, главным образом систему пропорционирования. Как профессиональный архитектор, Гурьев осуществил геометрический анализ пропорций большинства построек Палладио в собственных чертежах и расчётах. Результаты своих многолетних исследований О. И. Гурьев обобщил в книге «Композиции Андреа Палладио: Вопросы пропорционирования» (Л .: Изд-во ЛГУ, 1984. — 120 с.).

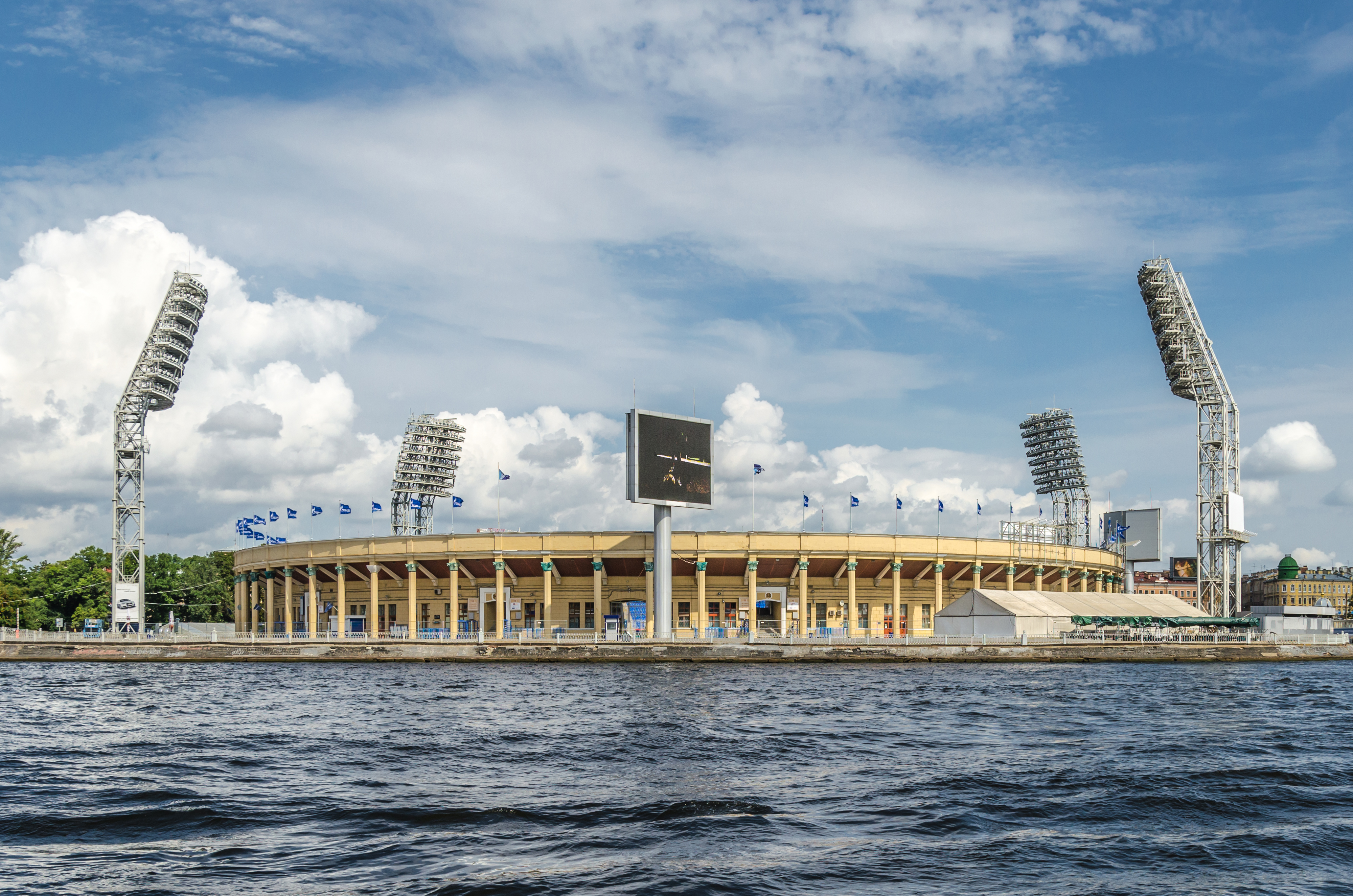
Стадион «Петровский» в Петербурге

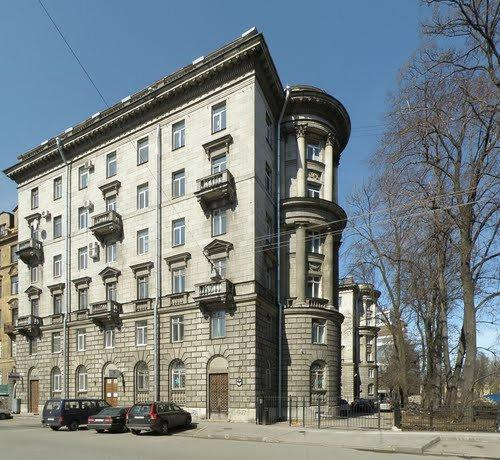
Дом на ул. Рентгена, 6

## Основные постройки
- 1936, 1951 — Московский пр., 198 — Фрунзе ул., 9х. арх. Г. А. Симонов, О. И. Гурьев, В. М. Фромзель.
- 1946—1950 — Жилая малоэтажная застройка. Дибуновская ул., 4, 5к1, 5к2, 6, 7, 8, 9, 17, 18, 20, 22, 24, 26, 27, 34, 35, 36. арх. О. И. Гурьев, В. М. Фромзель, А. П. Чиж.
- 1946—1948 — Жилая малоэтажная застройка. Елецкая ул., 5, 9; Енотаевская ул., 6, 8, 10, 12, 14, 16; Калязинская ул., 3, 4; Ярославский пр., 24, 27, 39. арх. О. И. Гурьев, В. М. Фромзель, А. К. Барутчев.
- 1946—1949 — Жилая малоэтажная застройка. Оскаленко ул., 10, 13-15, 16. арх. Н. В. Баранов, О. И. Гурьев, В. М. Фромзель.
- 1949—1951 — Жилой дом. Каменноостровский пр., 2 — Кронверкский пр., 21. арх. О. И. Гурьев, В. М. Фромзель.
- 1951—1952 — Жилой дом для профессоров и преподавателей вузов города («Профессорский дом»). Каменноостровский пр., 25 — Рентгена ул., 2. арх. О. И. Гурьев, В. М. Фромзель, К. А. Гербер.
- 1951—1952 — Каменноостровский пр., 15 — Мира ул., 12 — Австрийская пл., 2х. арх. О. И. Гурьев, А. П. Щербенок.
- 1951—1952 — Жилой дом. Ленина ул., 20 — Большой пр. ПС, 62. арх. О. И. Гурьев, В. М. Фромзель.
- 1952 — Жилой дом. Каменноостровский пр., 47 — Карповки наб., 14. арх. О. И. Гурьев, В. М. Фромзель.
- 1954 — Жилой дом. Ленина ул., 26. арх. О. И. Гурьев, В. М. Фромзель.
- 1956 — Жилой дом. Каменноостровский пр., 17. арх. О. И. Гурьев, В. М. Фромзель.
- 1956 — Жилой дом. Каменноостровский пр., 34 — Большая Пушкарская ул., 62. арх. О. И. Гурьев, В. М. Фромзель.
- 1955—1961 — Стадион им. Ленина (Спортивный комплекс «Петровский»). арх. Н. В. Баранов, О. И. Гурьев, В. М. Фромзель.
- 1960 — Кинотеатр «Спутник», ул. Бабушкина, 40, арх. О. И. Гурьев, В. М. Фромзель, А. П. Чиж.
- 1962 — Кинотеатр «Космонавт», Бронницкая ул., 24 — Серпуховская ул., 27 к1, арх. О. И. Гурьев, В. М. Фромзель, А. П. Чиж.